# Woodstock (New York)

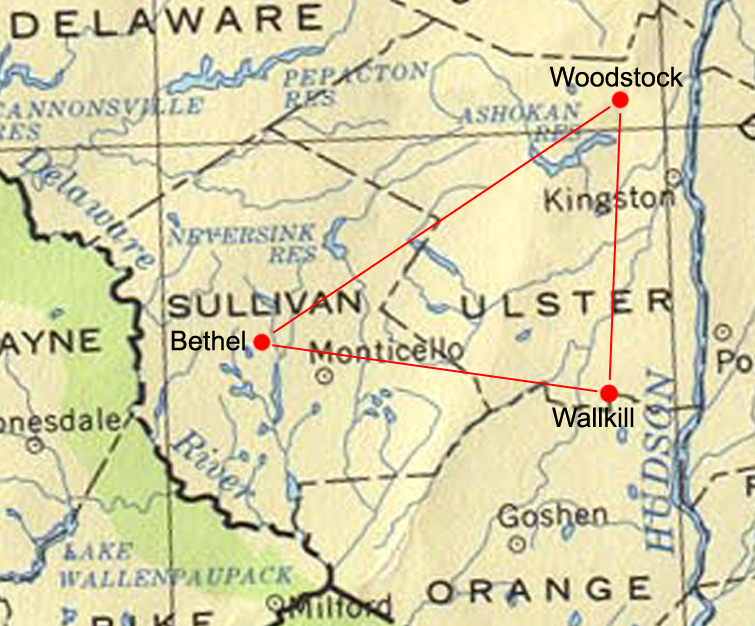
Der namensgebende Veranstaltungsort Woodstock, der geplante (Wallkill) und der tatsächliche Veranstaltungsort, Bethel

Woodstock ist eine Stadt im Ulster County im US-Bundesstaat New York. Das U.S. Census Bureau hat bei der Volkszählung 2020 eine Einwohnerzahl von 6.287 ermittelt.
Die Stadt liegt nordwestlich von Kingston. Die Stadtfläche erstreckt sich über 175,7 km². Die Stadt wurde insbesondere durch das nach ihr benannte Woodstock-Festival bekannt, obwohl sich das Veranstaltungsgelände etwa 70 Kilometer entfernt bei Bethel befand.

## Geographie
Nach den Angaben des United States Census Bureau hat die Stadt eine Fläche von 175,8 km², wovon 174,8 km² auf Land und 1,0 km² (= 0,53 %) auf Gewässer entfallen. Die Stadt liegt im Norden des Countys – die nördliche Stadtgrenze bildet die Grenze zum Greene County –, nordwestlich von Kingston.
New York State Route 212 führt durch das Stadtgebiet, das innerhalb der Grenzen von Catskill Park liegt.

## Geschichte
Die ersten europäischen Siedler kamen um 1770 in die Gegend. Die Stadt wurde 1787 als Town „inkorporiert“, d. h. als Landstädtchen anerkannt und registriert. Sie gab später Teile ihres Territoriums zur Bildung anderer inkorporierter Städte ab, Middletown (1789), Windham (1798), Shandaken (1804), and Olive (1853).
1816 entstand eine Gerberei, die Woodstock Tannery, die die von den umliegenden Siedlern gelieferten Tierhäute zu Leder verarbeitete. Um die erforderlichen Gerbstoffe zu gewinnen, wurden im weiten Umland die Hemlocktannen gefällt. Die Woodstock Tannery entwickelte sich im Amerikanischen Bürgerkrieg zu einem Hauptlieferanten von Leder für die Stiefel der Soldaten der Unionsarmee. 1898 entstand die Woodstock Elgin Creamery.
Woodstock galt um die Jahrhundertwende zum 20. Jahrhundert als Künstlerkolonie, und verschiedene Maler der Hudson River School – etwa E. Charlton Fortune und Spencer Trask – waren häufig zu Gast. Das Arts and Crafts Movement gelangte um das Jahr 1902 nach Woodstock.

## Kunst und Musik
Die 1903 entstandene Byrdcliffe Colony ist die älteste Künstlerkolonie des Arts & Crafts Movements. Sie lockte Künstler nach Woodstock, die hier unterrichteten und Kunsthandwerk herstellten, wie Möbel, Metallarbeiten, Töpfereierzeugnisse, Webearbeiten und die erste Malerschule Woodstocks gründeten. Die Kolonie änderte somit das Kulturleben in der Stadt dauerhaft.
1916 errichtete der Utopist, Philosoph und Dichter Hervey White mitten im Wald ein hölzernes Konzerthaus. Hier finden seitdem die Maverick-Konzerte (maverick, Englisch für „Außenseiter“) statt, die heute das älteste fortdauernde Kammermusikfest in den Vereinigten Staaten darstellen. Komponisten wie Henry Cowel, John Cage, Robert Starrer und Peter Schickele schrieben Werke, die hier uraufgeführt wurden. Die handgebaute Konzerthalle mit ihrer ausgezeichneten Akustik ist in das National Register of Historic Places eingetragen und Musiker aus der ganzen Welt spielen hier während der Monate Juni bis September.
In der Stadt ist die von John Carlson, Frank Swift Chase, Andrew Dasburg, Carl Lindin und Henry Lee McFee gegründete Woodstock Artists Association and Museum (WAAM) beheimatet. In deren ständigen Ausstellung finden sich Werke wichtiger US-amerikanischer Künstler, wie etwa Milton Avery, George Bellows, Edward Leigh Chase, Frank Swift Chase, Marion Greenwood, Philip Guston oder Yasuo Kuniyoshi. Die Art Students League of New York hielt hier von 1906 bis 1922 und nochmals von 1947 bis 1979 in Woodstock Sommerkurse ab. Seit 1980 existiert eine Kunstschule.
Die 1939 gegründete Woodstock Guild kümmert sich heute um die 140 Hektar große Byrdcliffe Colony. Die Organisation veranstaltet Ausstellungen, Kurse, Tanz- und Theaterdarbietungen und betreibt den ältesten Kunsthandwerksladen von Woodstock, die Fleur de Lis-Gallery, die über 60 Künstler vertritt. Die Byrdcliffe Colony ist ebenfalls im National Register of Historic Places eingetragen.

## Demographie
Zum Zeitpunkt des United States Census 2000 bewohnten die Town of Woodstock 6241 Personen. Die Bevölkerungsdichte betrug 35,7 Personen pro km². Es gab 3847 Wohneinheiten, durchschnittlich 22,0 pro km². Die Bevölkerung bestand zu 94,25 % aus Weißen, 1,30 % Schwarzen oder African American, 0,21 % Native American, 1,57 % Asian, 0,02 % Pacific Islander, 0,79 % gaben an, anderen Rassen anzugehören und 1,87 % nannten zwei oder mehr Rassen. 2,56 % der Bevölkerung erklärten, Hispanos oder Latinos jeglicher Rasse zu sein.
Die Bewohner Woodstocks verteilten sich auf 2946 Haushalte, von denen in 21,7 % Kinder unter 18 Jahren lebten. 44,2 % der Haushalte stellten Verheiratete, 7,9 % hatten einen weiblichen Haushaltsvorstand ohne Ehemann und 44,8 % bildeten keine Familien. 35,5 % der Haushalte bestanden aus Einzelpersonen und in 10,6 % aller Haushalte lebte jemand im Alter von 65 Jahren oder mehr alleine. Die durchschnittliche Haushaltsgröße betrug 2,10 und die durchschnittliche Familiengröße 2,71 Personen.
Die Stadtbevölkerung verteilte sich auf 18,0 % Minderjährige, 3,7 % 18–24-Jährige, 23,0 % 25–44-Jährige, 38,0 % 45–64-Jährige und 17,3 % im Alter von 65 Jahren oder mehr. Das Durchschnittsalter betrug 48 Jahre. Auf jeweils 100 Frauen entfielen 94,7 Männer. Bei den über 18-Jährigen entfielen auf 100 Frauen 93,1 Männer.
Das mittlere Haushaltseinkommen in Woodstock betrug 49.217 US-Dollar und das mittlere Familieneinkommen erreichte die Höhe von 65.938 US-Dollar. Das Durchschnittseinkommen der Männer betrug 41.500 US-Dollar, gegenüber 33.672 US-Dollar bei den Frauen. Das Pro-Kopf-Einkommen in Woodstock war 32.133 US-Dollar. 6,9 % der Bevölkerung und 10,2 % der Familien hatten ein Einkommen unterhalb der Armutsgrenze, davon waren 12,8 % der Minderjährigen und 3,9 % der Altersgruppe 65 Jahre und mehr betroffen.

## Bekannte Einwohner
Schon vor dem Festival lebten einige bekannte Musiker im Ort, danach steigerte sich die Zahl derer aber enorm. Einige bekannte Künstler, die im Ort lebten oder noch leben, sind:

### Musiker
- Einige Mitglieder von The Band; Rick Danko, Levon Helm, Garth Hudson, Richard Manuel und Robbie Robertson bewohnten gemeinsam ein Haus, in dem sie The Basement Tapes (mit Bob Dylan) und Music from Big Pink aufnahmen, bevor sie schließlich nach Woodstock zogen.
- David Bowie (1947–2016)
- Paul Butterfield (1942–1987)
- Jack DeJohnette (* 1942)
- Bob Dylan (* 1941), Ende der 1960er Jahre
- Tony Levin (* 1946)
- Pat Metheny (* 1954)
- Thelonious Monk (1917–1982)
- Fred Neil (1936–2001)
- Van Morrison (* 1945)
- Annette Peacock (* 1941), seit 1995
- Bonnie Raitt (* 1949)
- Sonny Rollins (* 1930)
- Mick Ronson (1946–1993)
- Todd Rundgren (* 1948)
- Carlos Santana (* 1947)
- Ravi Shankar (1920–2012)

### Künstler
- Alexander Archipenko (1887–1964)
- Milton Glaser (1929–2020)
- Philip Guston (1913–1980)
- Eva Hesse (1936–1970)

### Schriftsteller
- Magali Alabau (* 1945)
- Henry Morton Robinson (1898–1961)
- Ed Sanders (* 1939)

### Schauspieler
- Jennifer Connelly (* 1970)
- Ethan Hawke (* 1970)
- Piper Laurie (1932–2023)
- Lee Marvin (1924–1987)
- Uma Thurman (* 1970)
- Chevy Chase (* 1943)

### Andere
- John Dewey (1859–1952), Philosoph und Pädagoge
- Albert Grossman (1926–1986), Manager und Produzent
- Phil Jackson (* 1945), Basketballspieler und -trainer
- Josephine McKim (1910–1992), Olympiateilnehmerin 1928 und 1932
- Philippe Petit (* 1949), Hochseilartist